# Charakter schizoidalny
Charakter schizoidalny – styl charakteru opisany przez Stephena Johnsona w oparciu o koncepcję psychoanalityczno-rozwojową.

## Etiologia
Charakter schizoidalny kształtuje zakłócenie bezpieczeństwa w wieku niemowlęcym. Przyjmuje się, że źródłem poczucia przerażenia jest niewłaściwa opieka rodzicielska: oschła, nieempatyczna i tworząca w świadomości dziecka poczucie bycia znienawidzonym, niechcianym. Dziecko, aby przetrwać taką wewnętrzną wizję opiekuna (od którego w dodatku jest w pełni zależne) może zareagować tylko wycofaniem się, rozdwojeniem, co następnie prowadzi do zablokowania ekspresji życiowej.
Postawa osoby dorosłej: Nacechowana jest lękiem, konfliktowością w relacjach interpersonalnych, postawą unikową. Osoba bywa autodestruktywna i ma trudności z samooakceptacją. Ma kłopoty z tworzeniem trwałych kontaktów z innymi ludźmi oraz z kontaktami intymnymi. Osoba taka pozostaje w oddzieleniu od własnego self i bez kontaktu z innymi ludźmi. Osoba cierpi na chroniczne napięcie mięśni i stawów. Jest to osoba ekstremalnie wrażliwa na wszelkie przejawy szorstkości ze strony środowiska, która nie potrafi na stałe angażować się w dowolne zajęcie czy relację. Często odczuwana jest kompensacyjna, zazwyczaj świadoma, potrzeba bycia kimś specjalnym.
Schizoidalny styl charakteru zbliżony jest do osobowości schizoidalnej lub osobowości schizotypowej jednakże nie jest on zaburzeniem osobowości, lecz jakościowo znacznie mniej poważnym zespołem wewnętrznych ograniczeń jednostki.
Osoby o schizoidalnej strukturze charakteru używają najczęściej prostych form obron utrwalonego fałszywego Ja (mechanizmów obronnych), takich jak:
- projekcja;
- zaprzeczenie;
- intelektualizacja lub spirytualizacja;
- amnezja lub wyparcie szczególnie wobec sytuacji konfliktowych lub zdarzeń z dzieciństwa;
- wycofanie.

Zdania skryptowe jakie "nosi w umyśle" i które charakteryzują życiową postawę, przyjmują postać patogenicznych przekonań, jak np.:
- Nie mam prawa istnieć
- Świat jest zły i tylko zło może mnie spotkać
- Coś ze mną nie tak, jestem nienormalny
- Gdybym wciąż się nie kontrolował to mógłbym oszaleć i skrzywdzić innych ludzi
- Zagrażam najbliższym, więc będę samotny
- Życie jest nieistotne, ważne są metafizyka i to co poza życiem doczesnym.

Osoba taka trwa w społecznym zawieszeniu, w poczuciu izolacji a chroniczne przerażenie wciąż w niej istniejące przykrywa prymitywną, tłumioną wściekłością. Umysłowo zazwyczaj są to osoby bardzo sprawne, przy czym dotyczy to generalnie myślenia abstrakcyjnego, gdyż inteligencja społeczna często nie jest zintegrowana ze stłumionymi emocjami i w związku z tym jest upośledzona.